# سیریل اسکات
سیریل اسکات (انگلیسی: Cyril Scott؛‏ ۲۷ سپتامبر ۱۸۷۹–۳۱ دسامبر ۱۹۷۰) یک آهنگساز، نوازنده پیانو، نویسنده و شاعر اهل بریتانیا بود.
وی دانش آموختهٔ «هنرستان موسیقی هوخ» در فرانکفورت آلمان و از شاگردانِ «ایوان کِنور» بود.